# Senza uscita
Senza uscita (Not Safe for Work) è un film del 2014 diretto da Joe Johnston.
Il film è un thriller con protagonisti Max Minghella e JJ Feild.

## Trama
Tom Miller è impiegato in una grande azienda. Un giorno viene licenziato, ma proprio quando è in procinto di abbandonare l'edificio dove ha lavorato per l'ultima volta, un misterioso killer fa irruzione ed inizia a dargli la caccia.
Tom è costretto a barricarsi nel palazzo, nascondendosi e cercando anche di mettere al riparo gli altri dipendenti rimasti intrappolati con lui.
Col passare delle ore però l'uomo inizia a scoprire diversi segreti relativi alla sua ex azienda.